# Dorcas Coker-Appiah
Dorcas Ama Frema Coker-Appiah (sinh ngày 17 tháng 8 năm 1946) là một nữ luật sư và nhà hoạt động vì quyền phụ nữ người Ghana, đồng thời là giám đốc điều hành của Trung tâm Tài liệu về Nghiên cứu Giới và Nhân quyền, còn được gọi là "Trung tâm Giới tính", ở Accra, Ghana. Cô có vai trò quan trọng trong một số tổ chức thúc đẩy quyền của phụ nữ ở cấp quốc gia, khu vực và quốc tế.

## Tuổi thơ
Dorcas Ama Frema Coker-Appiah sinh ngày 17 tháng 8 năm 1946 tại Wenchi, thuộc địa của Anh thuộc Bờ biển Vàng (nay là Ghana). Năm 1970, Coker-Appiah có bằng cử nhân luật tại Đại học Ghana.

## Nghề nghiệp
Năm 1974, Coker-Appiah là thành viên sáng lập của tổ chức FIDA Ghana, và giữ chức phó chủ tịch từ năm 1988 đến 1989, sau đó là chủ tịch của tổ chức này từ 1990 đến 1991. Bà từng giữ chức chủ tịch ủy ban chỉ đạo trợ giúp pháp lý của FIDA, và điều phối viên dự án của ủy ban pháp lý, biết chữ và xuất bản trong một số năm.
Coker-Appiah là giám đốc điều hành của Trung tâm nghiên cứu về giới và tài liệu nhân quyền.
Coker-Appiah là thành viên của tổ chức  Phụ nữ trong Luật và Phát triển ở Châu Phi (WiLDAF), một mạng lưới các tổ chức và cá nhân Pan-Phi có thành viên ở hai mươi sáu quốc gia châu Phi, và là thành viên sáng lập của WiLDAF Ghana và chủ tịch của Lãnh đạo khu vực châu Phi.
Vào tháng 9 năm 2017, Coker-Appiah đã lãnh đạo một hội thảo cho một nhóm "nữ quyền hàng đầu châu Phi" tại tổ chức Masimanyane Rights Rights International, cùng với Tiến sĩ Hilda Tadria, giám đốc điều hành của Chương trình Kèm cặp và Trao quyền cho Phụ nữ trẻ ở Uganda, và cung cấp một "hội thảo mạnh mẽ giải phóng hệ thống gia trưởng".